# Anton Bruckner

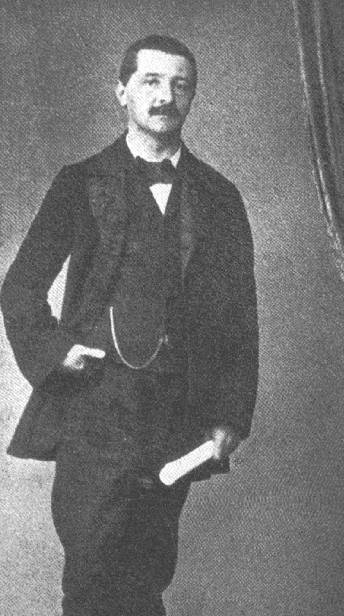
Anton Bruckner em Viena, 1854

Josef Anton Bruckner (alemão: [ˈantɔn ˈbʁʊknɐ]; 4 de setembro de 1824 – 11 de outubro de 1896) foi um compositor austríaco, organista e teórico da música mais conhecido por suas sinfonias, missas, Te Deum e motetos. As primeiras são consideradas emblemáticos do estágio final do romantismo austro-germânico por causa de sua rica linguagem harmônica, caráter fortemente polifônico e extensão considerável. As composições de Bruckner ajudaram a definir o radicalismo musical contemporâneo, devido a suas dissonâncias, modulações despreparadas e harmonias itinerantes.
Atuou como professor de escola e organista, e foi nessa qualidade que trabalhou em Linz, até se mudar em 1868 para Viena para ensinar harmonia, contraponto e órgão no Conservatório de Viena. O seu sucesso como compositor não foi constante ao longo da sua vida, sendo a sua aceitação muitas vezes condicionada pela sua própria insegurança e as suas partituras traziam problemas editoriais, devido à sua prontidão em revê-las e alterá-las. Bruckner continuou a tradição austríaco-germânica de composição em grande escala, sendo a sua técnica de composição influenciada pela sua destreza como organista e consequentemente a improvisação formal. Sua sinfonia mais popular é a n.º 4 em mi bemol maior, também conhecida como "Romântica".
Seu estilo musical foi influenciado pelo seu compositor preferido e amigo próximo, o alemão Richard Wagner. Anton Bruckner classifica-se como uma espécie de Richard Wagner instrumental, de maneira que Bruckner seria para a música instrumental o que Wagner foi para música vocal.